# Pesaro e Urbino (provins)
Pesaro e Urbino är en provins i regionen Marche i Italien. Pesaro är huvudort i provinsen. Provinsen etablerades 1860 när Kungariket Sardinien annekterade området från Kyrkostaten.

## Världsarv i provinsen
- Urbinos historiska centrum världsarv sedan 1998.

## Administration
Provinsen Pesaro e Urbino är indelad i 50 comuni (kommuner). Alla kommuner finns i lista över kommuner i provinsen Pesaro e Urbino.
| Datum          | Ny kommun             | Kommuner som upphörde                                       |
| -------------- | --------------------- | ----------------------------------------------------------- |
| 1 januari 2014 | Vallefoglia           | Colbordolo och Sant'Angelo in Lizzola                       |
| 1 januari 2017 | Terre Roveresche      | Barchi, Orciano di Pesaro, Piagge och San Giorgio di Pesaro |
| 1 januari 2017 | Colli al Metauro      | Montemaggiore al Metauro, Saltara och Serrungarina          |
| 1 januari 2019 | Sassocorvaro Auditore | Auditore och Sassocorvaro                                   |
| 1 juli 2020    | Pesaro                | Monteciccardo uppgick i                                     |